# Skarpa (Płock)
Skarpa – jednostka pomocnicza gminy (osiedle) Płocka.
Informacje statystyczne:
- powierzchnia: 1,17 km²
- liczba mieszkańców: 9183

Granice osiedla wyznaczają: od północy brzeg rzeki Brzeźnicy, od południa północny brzeg kąpieliska Sobótka.

## Ludność
| Rok     | 2000   | 2005   | 2010  | 2013  |
| Ludność | 10 100 | 10 070 | 9 450 | 9 183 |